# Classe Galveston
Gli incrociatori lanciamissili della classe Galveston sono stati ottenuti dalla trasformazione negli anni cinquanta di alcune unità della classe Cleveland entrate in servizio nella United States Navy durante il secondo conflitto mondiale, unità dalle eccellenti doti complessive che avevano servito in tutte le principali battaglie della seconda guerra mondiale.

## Riconversione in incrociatori lanciamissili
Nel 1957 sei incrociatori leggeri della Classe Cleveland vennero convertiti in unità missilistiche, di cui tre costituirono la classe Galveston e tre la classe Providence.
Le unità che costituirono la classe Galveston vennero dotate di un sistema missilistico binato Talos, mentre le unità che costituirono la classe Providence vennero dotate di un sistema missilistico binato Terrier.

## Servizio
L'unità capoclasse, l'incrociatore USS Galveston entrò in servizio solamente dopo i lavori di trasformazione, in quanto la sua costruzione era stata interrotta il 24 giugno 1946 quando l'unità era in avanzato stato di allestimento e ormai prossima alla consegna. Queste unità dopo la loro riconversione iniziata nel 1957, entrarono in servizio tra il 1958, la capoclasse, e nel 1960 le altre due e, dismesse negli anni settanta, vennero radiate tra il 1973 e il 1979. Prima unità ad essere dismessa, la capoclasse USS Galveston, nel maggio 1970, mentre l'ultima, l'incrociatore USS Oklahoma City venne usato come bersaglio navale ed affondato il 24 maggio 1999 presso l'isola di Guam nel corso dell'esercitazione internazionale RIMPAC. Diversa la sorte toccata all'incrociatore USS Little Rock che dopo essere stato posto in disarmo il 22 novembre 1976 si trova ancorato a Buffalo come nave museo. La capoclasse ha partecipato alla guerra del Vietnam così come l'Oklahoma City che in precedenza aveva anche preso parte alla seconda guerra mondiale, mentre il Little Rock ha servito a lungo nel Mediterraneo come nave ammiraglia della VIª Flotta partecipando nel 1975 alla cerimonia di riapertura del canale di Suez.

### Unità Classe Galveston
| US Navy - Incrociatori lanciamissili classe Galveston | US Navy - Incrociatori lanciamissili classe Galveston | US Navy - Incrociatori lanciamissili classe Galveston | US Navy - Incrociatori lanciamissili classe Galveston | US Navy - Incrociatori lanciamissili classe Galveston | US Navy - Incrociatori lanciamissili classe Galveston | US Navy - Incrociatori lanciamissili classe Galveston |
| Nome                                                  | Matricola                                             | Cantiere                                              | Impostazione                                          | Varo                                                  | Entrata in servizio                                   | Radiazione                                            |
| ----------------------------------------------------- | ----------------------------------------------------- | ----------------------------------------------------- | ----------------------------------------------------- | ----------------------------------------------------- | ----------------------------------------------------- | ----------------------------------------------------- |
| USS Galveston                                         | CL-93/CLG-3                                           | Filadelfia                                            | Agosto 1943                                           | 22 aprile 1945                                        | 28 maggio 1958                                        | 21 dicembre 1973                                      |
| USS Little Rock                                       | CL-92/CLG-4/CG-4                                      | Filadelfia                                            | 6 marzo 1943                                          | 27 agosto 1944                                        | 3 giugno 1960                                         | 22 novembre 1976                                      |
| USS Oklahoma City                                     | CL-91/CLG-5/CG-5                                      | Filadelfia                                            | 8 dicembre 1942                                       | 20 febbraio 1944                                      | 7 settembre 1960                                      | 15 dicembre 1979                                      |

## Galleria d'immagini

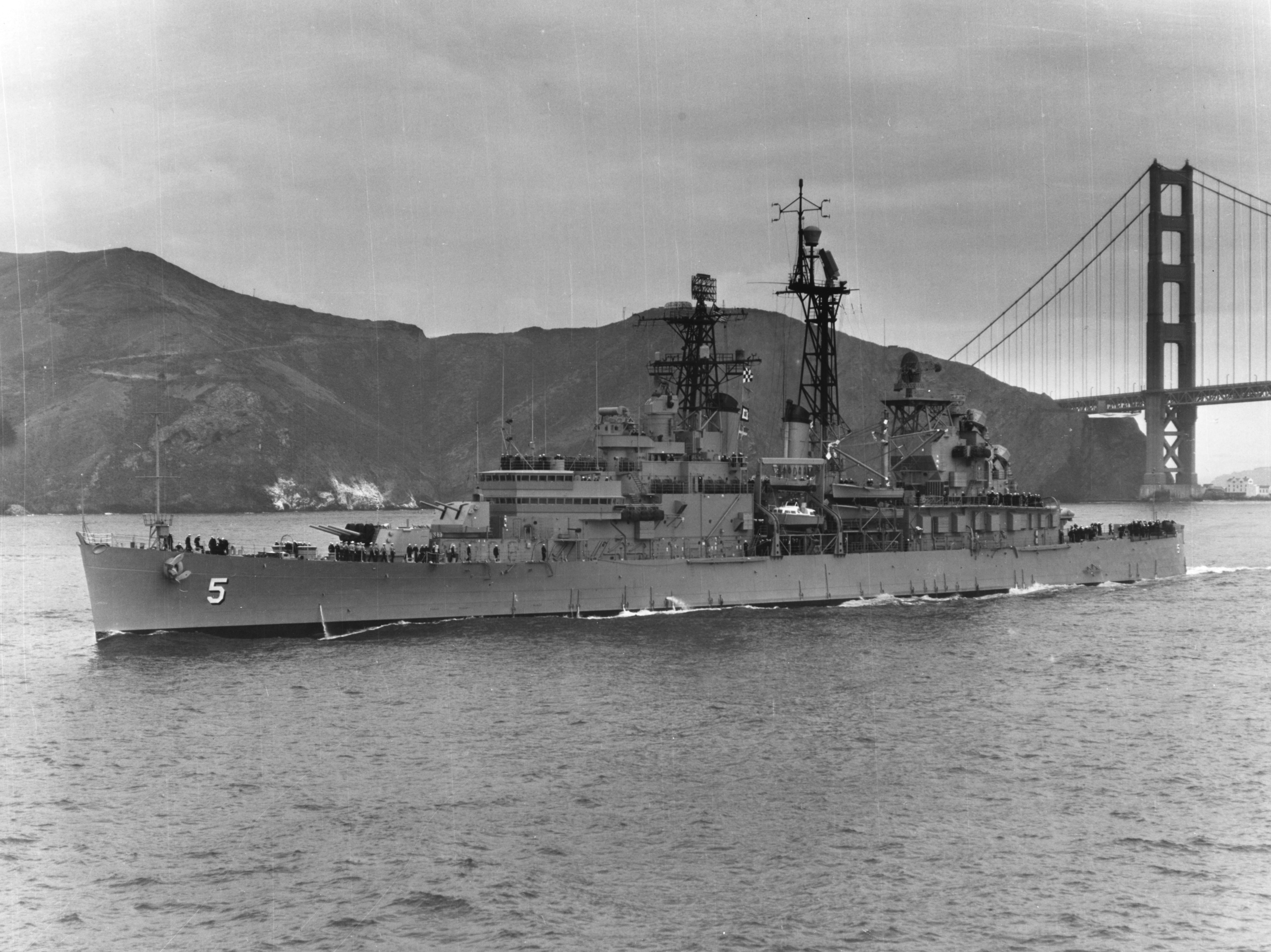
USS Oklahoma City (CLG-5)
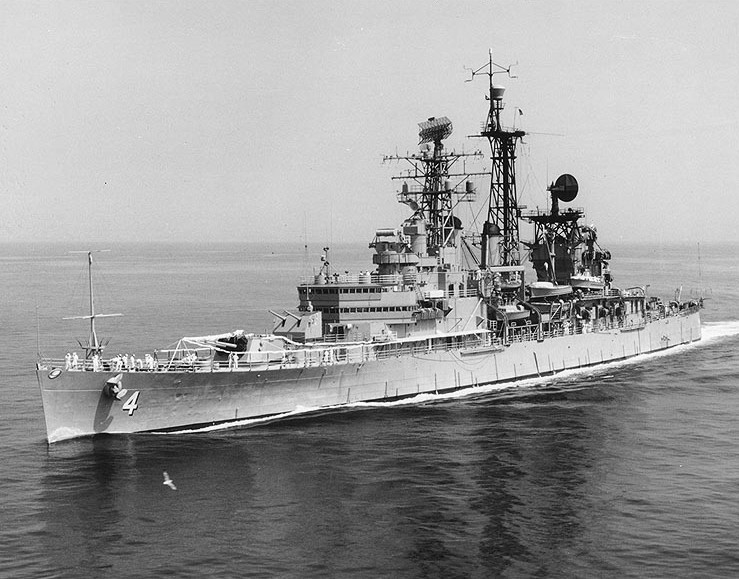
USS Little Rock (CLG-4)